# Libby Riddles
Libby Riddles (ur. 1 kwietnia 1956 w Madison, Wisconsin) – amerykańska sportowiec i pisarka. Pierwsza kobieta, która wygrała wyścig psich zaprzęgów Iditarod w 1985 roku. Autorka trzech książek o wyścigach psich zaprzęgów. Po odniesieniu zwycięstwa w Iditarod, przez 6 lat mieszkała wśród Eskimosów.